# Mark di Suvero
Mark di Suvero (n. Marco Polo di Suvero) es un escultor estadounidense expresionista abstracto que nació en Shanghái, China en 1933, hijo de expatriados italianos. En 1941 llega a San Francisco, California con su padre. Entre 1953 a 1957, concurre a la Universidad de California en Berkeley para estudiar artes y obtiene su grado en filosofía. Posteriormente se muda a la ciudad de Nueva York donde es atraído por la explosión del Expresionismo Abstracto. Mientras trabaja en la construcción es herido de gravedad en un accidente en un elevador y a consecuencia dedica toda su atención a la escultura.
Mientras se encuentra realizando la rehabilitación, aprende a trabajar con una soldadora de arco. Sus primeras obras son grandes piezas para exteriores que incorporan rieles de ferrocarril, cubiertas de vehículos, metal de desecho y acero estructural. Esta exploración se fue transformando con el correr del tiempo incorporando vigas de acero. Muchas de sus obras contienen secciones que pueden girar y rotar lo que le otorga al conjunto un dinamismo y elevado grado de libertad. Mark se enorgullece de su forma de involucrarse en la fabricación e instalación de sus obras.

## Galería de imágenes

Esculturas públicas
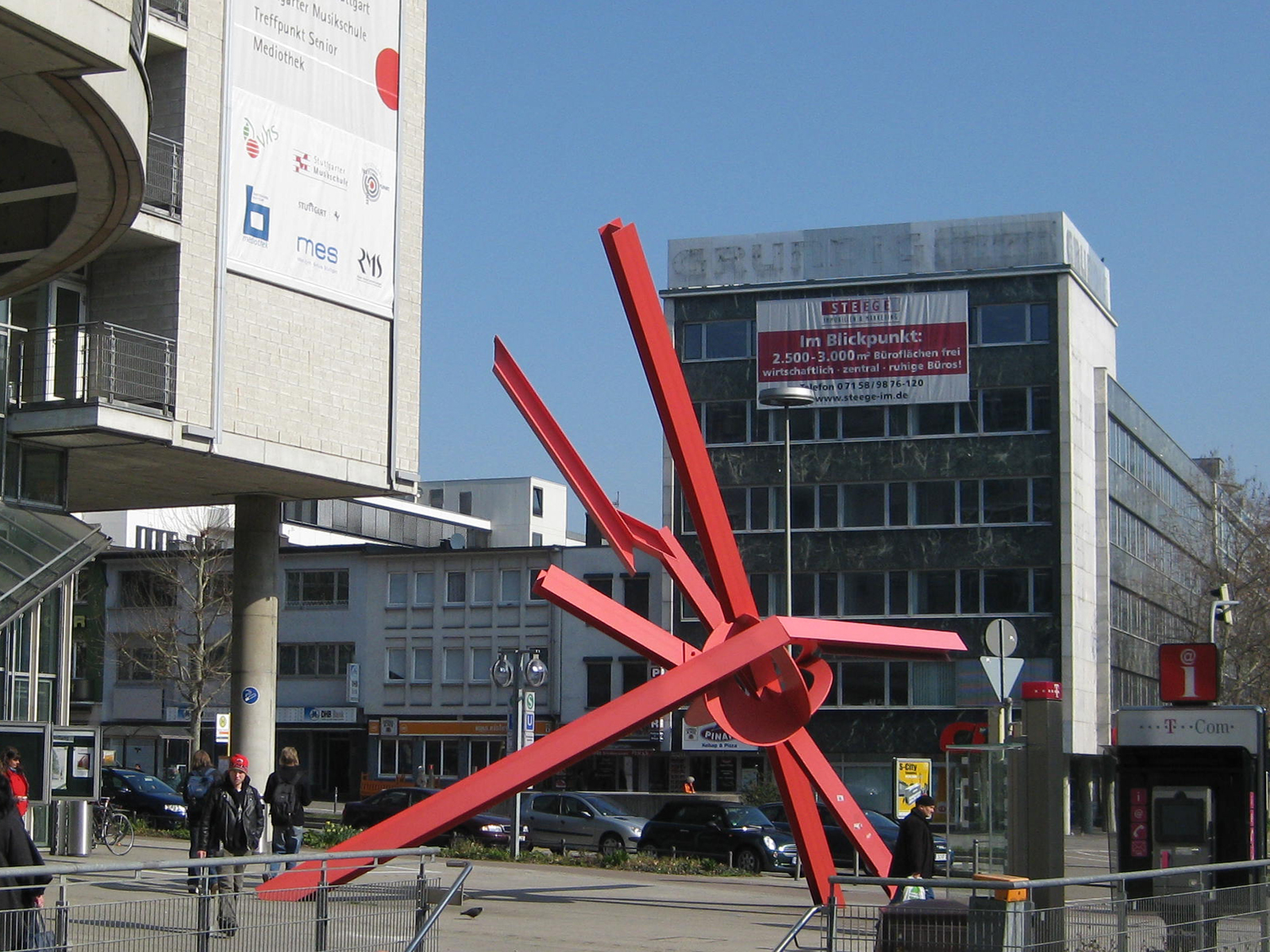
Stuttgart
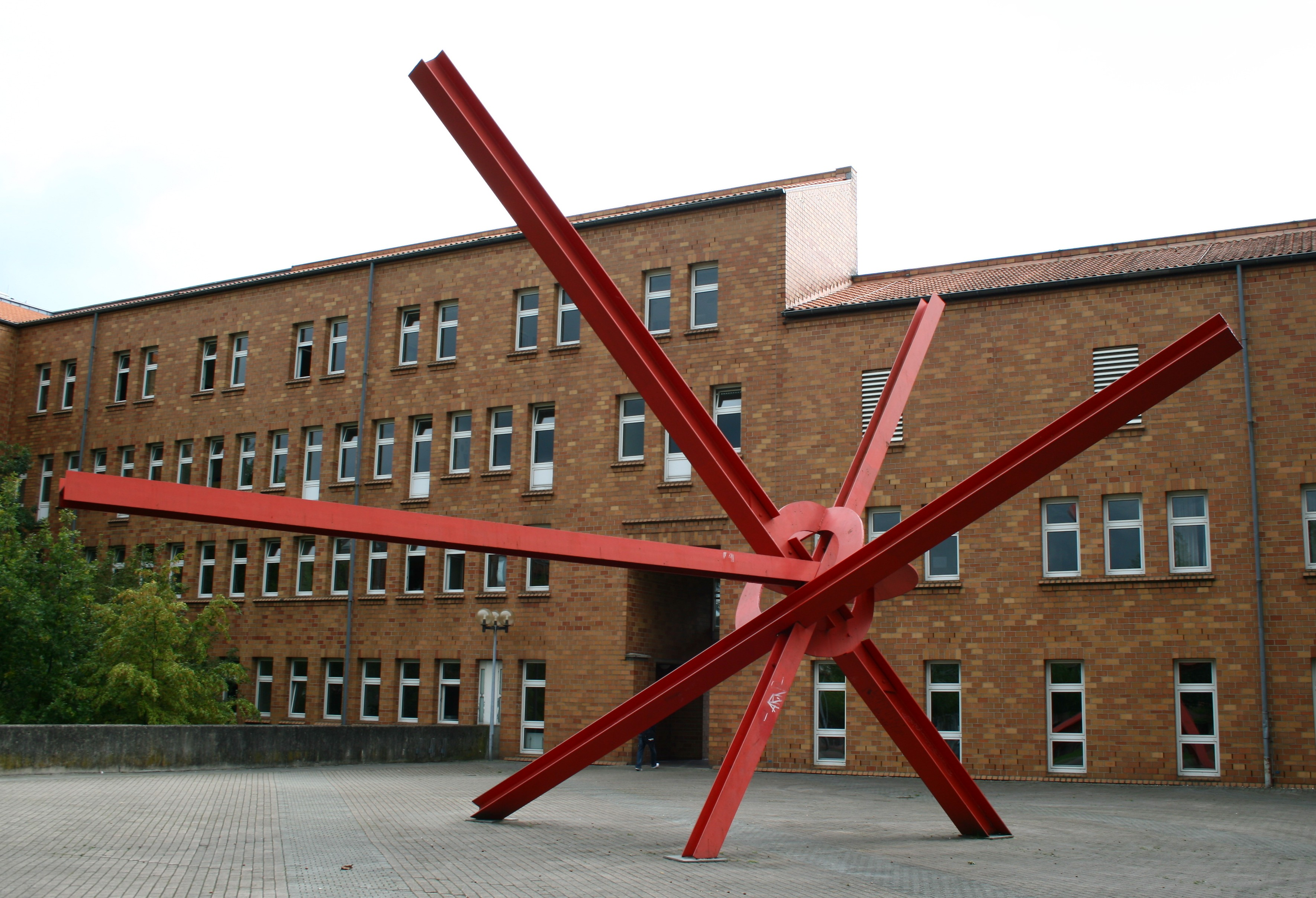
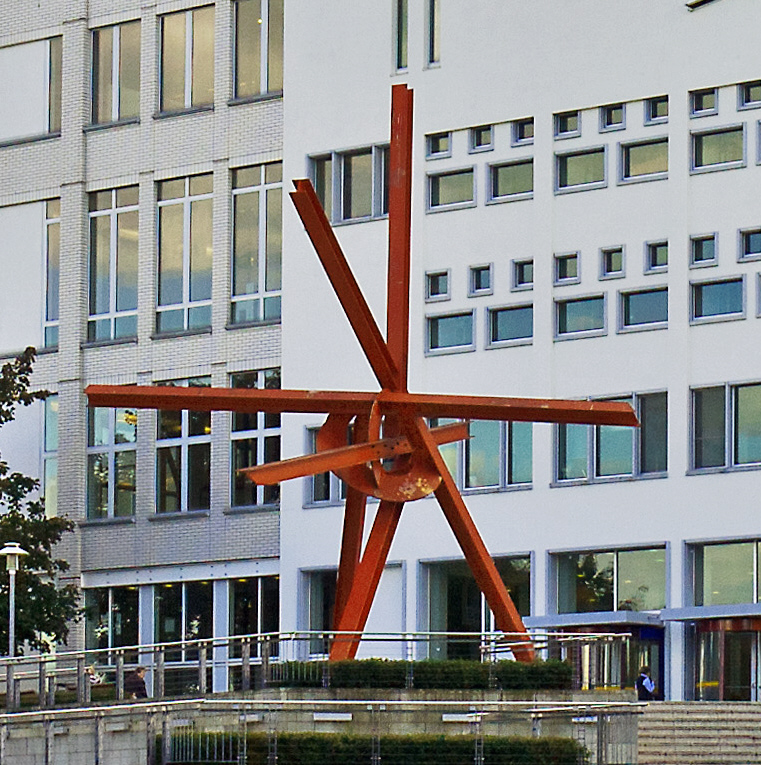
Mannheim Technoseum
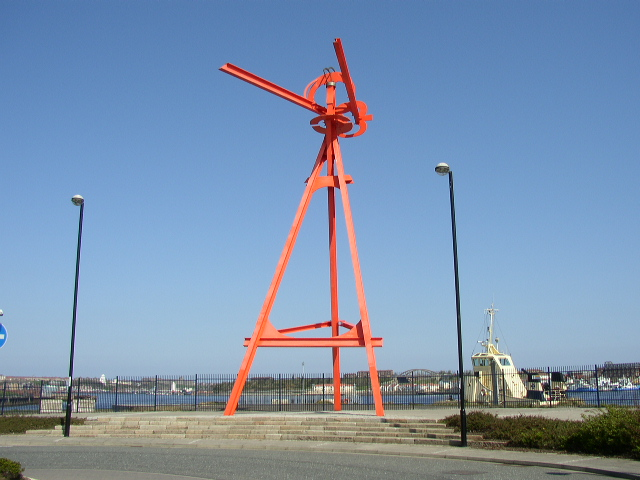

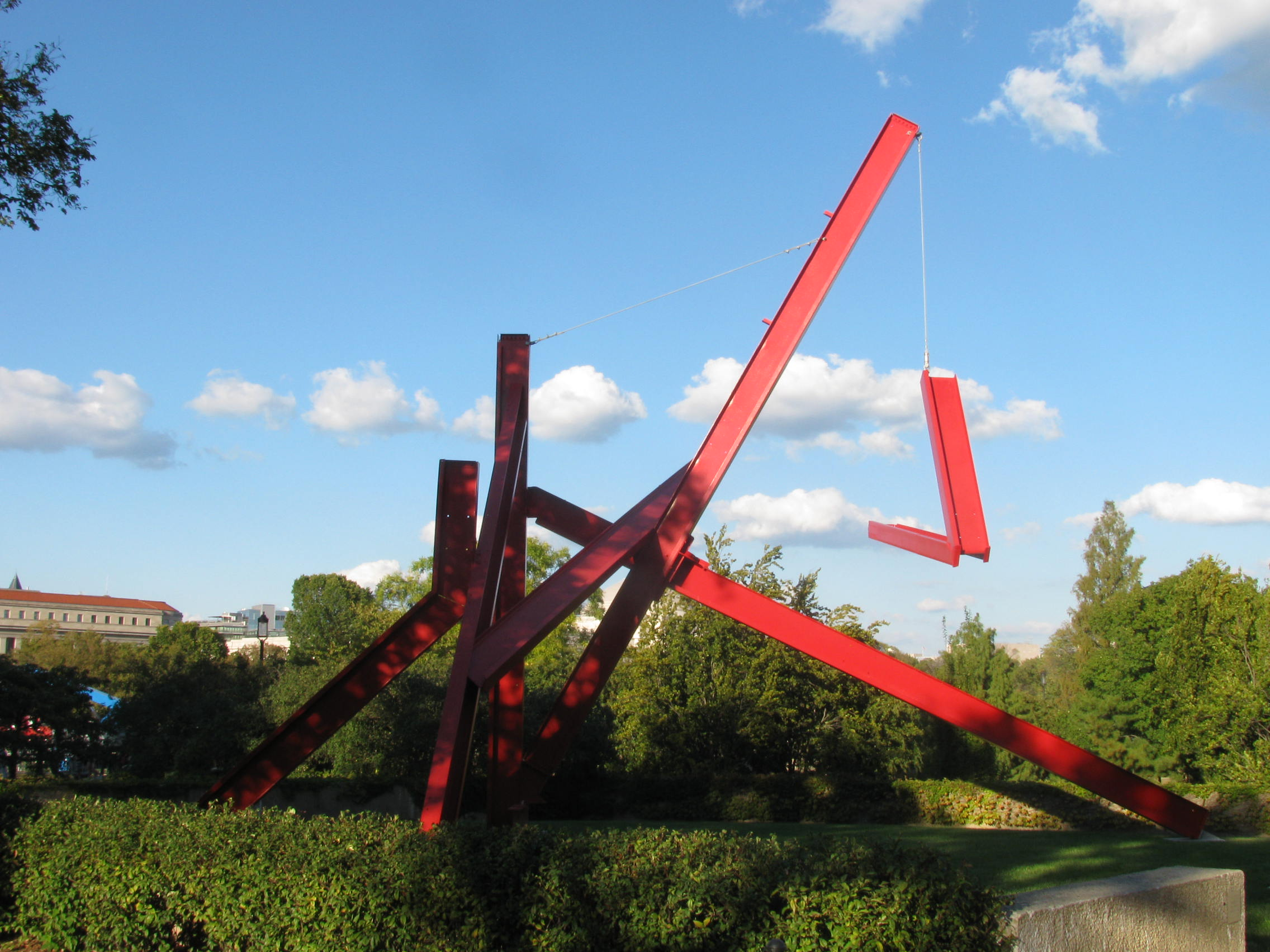
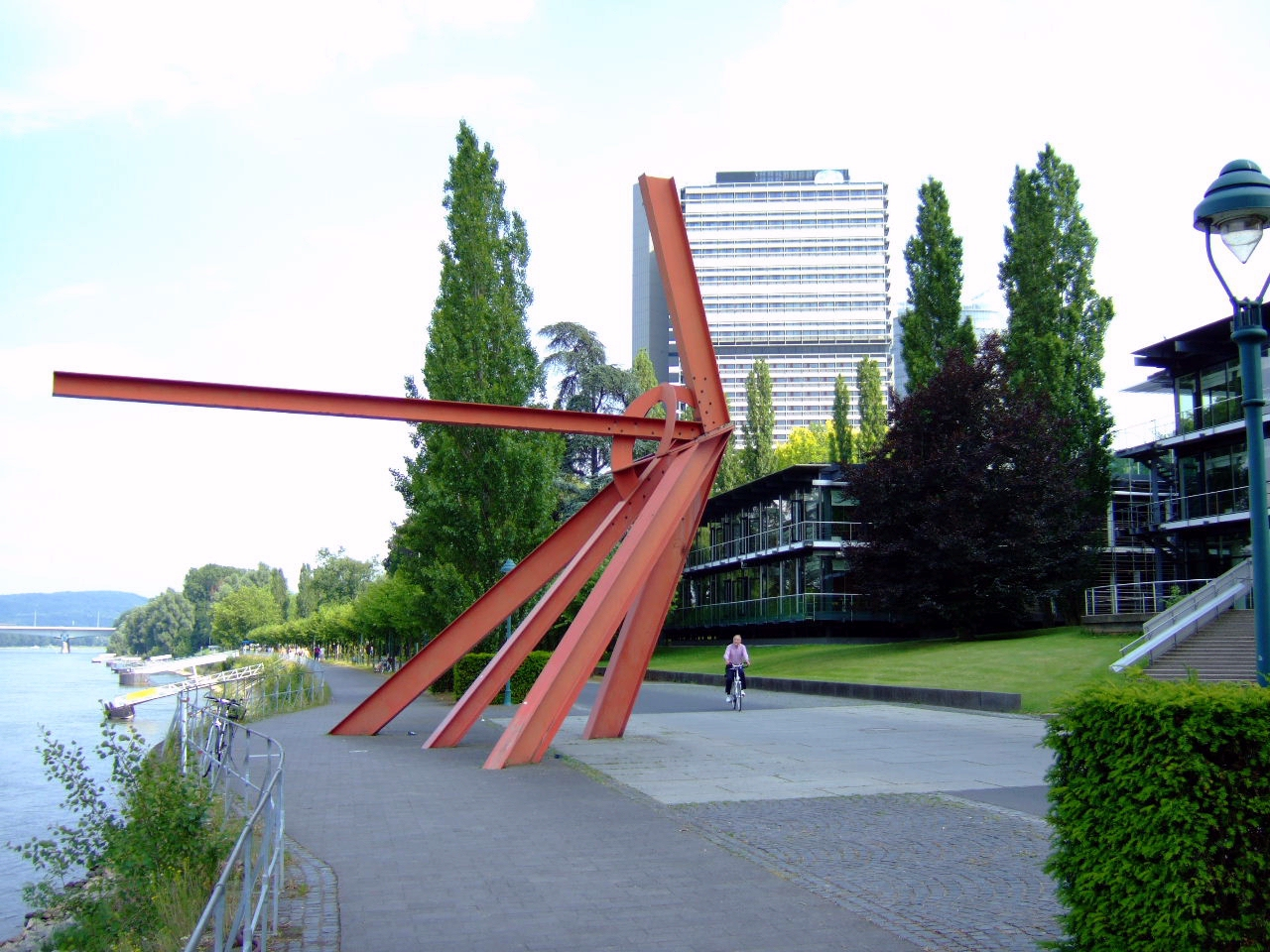
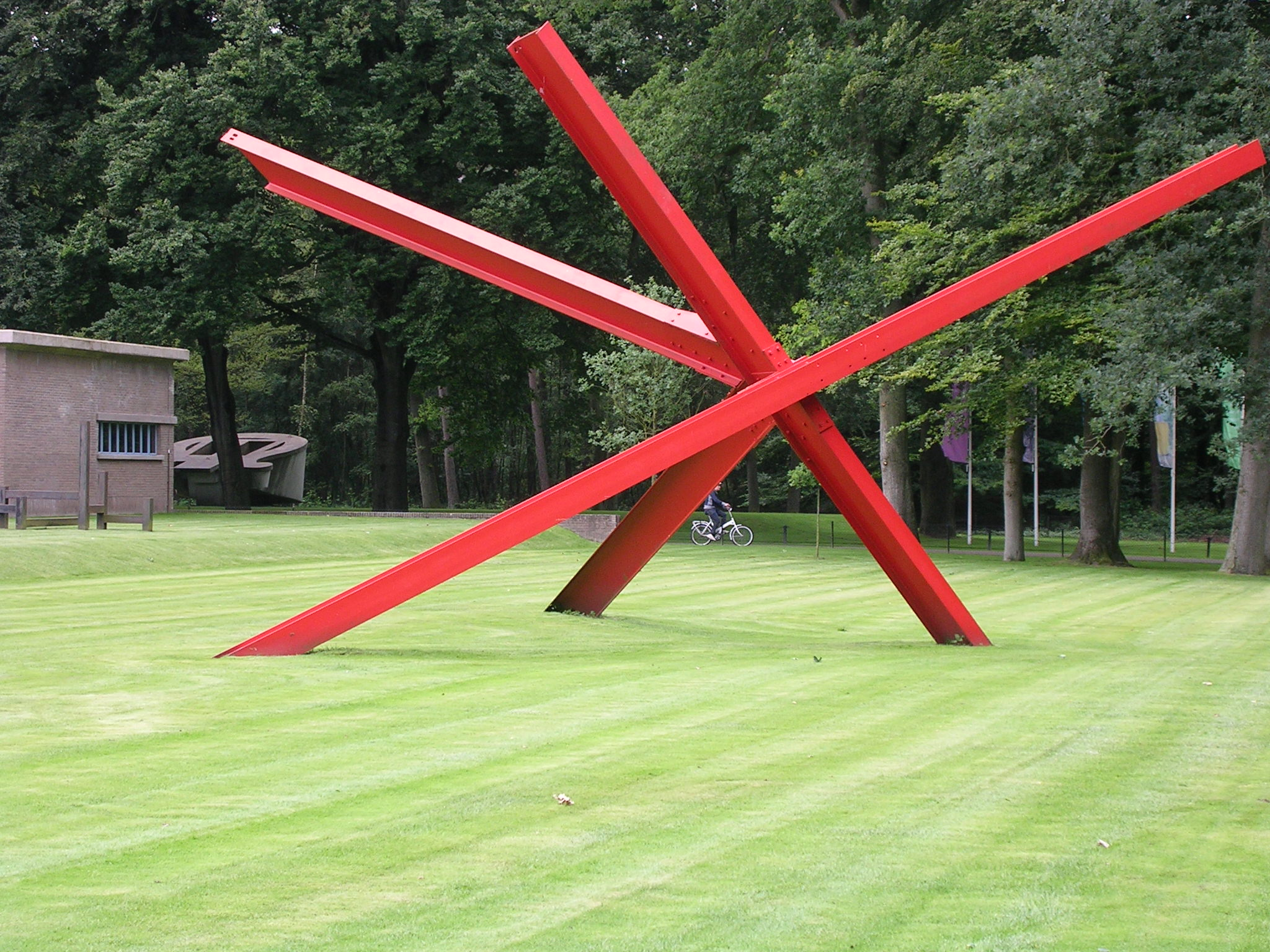
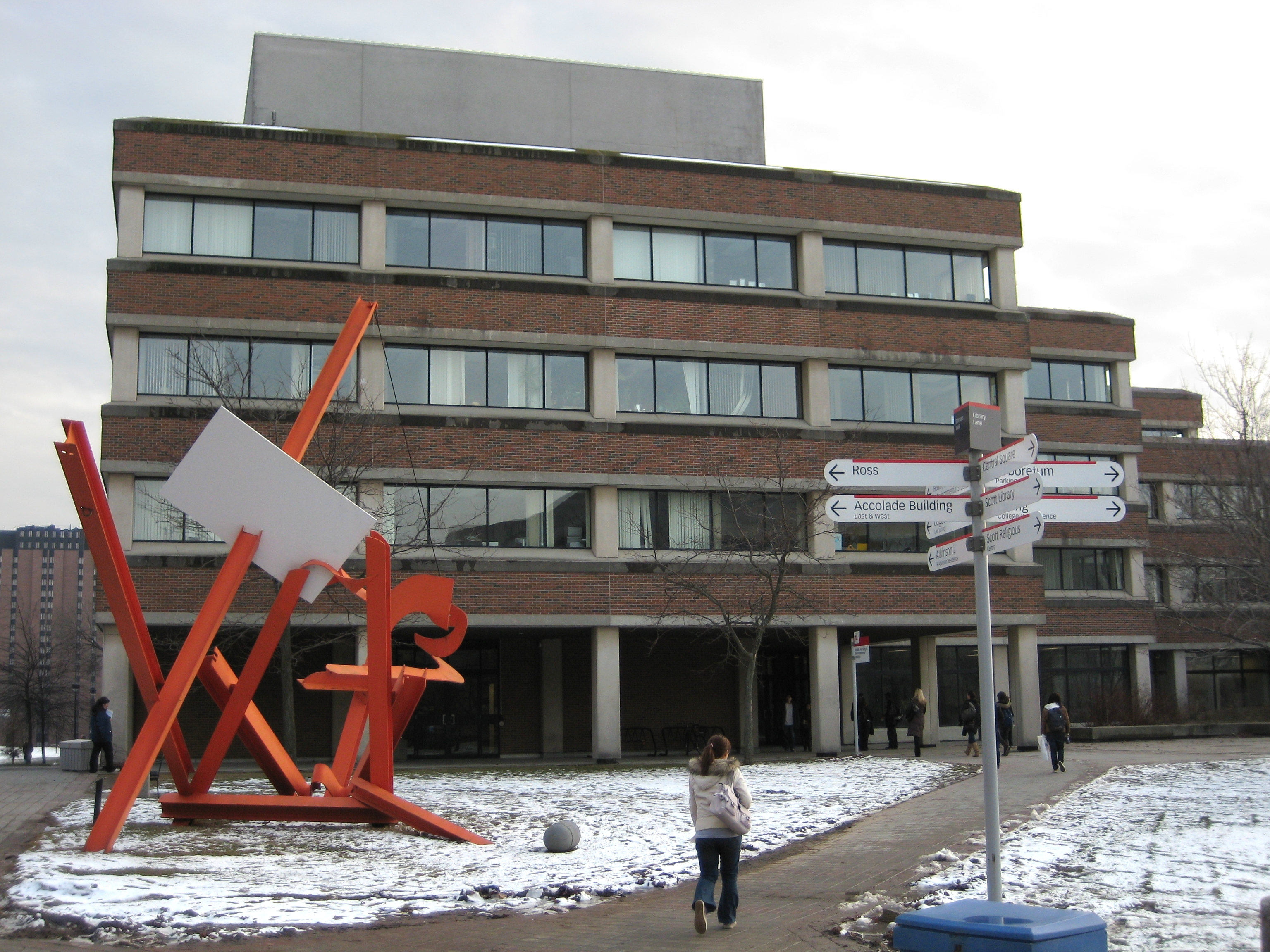
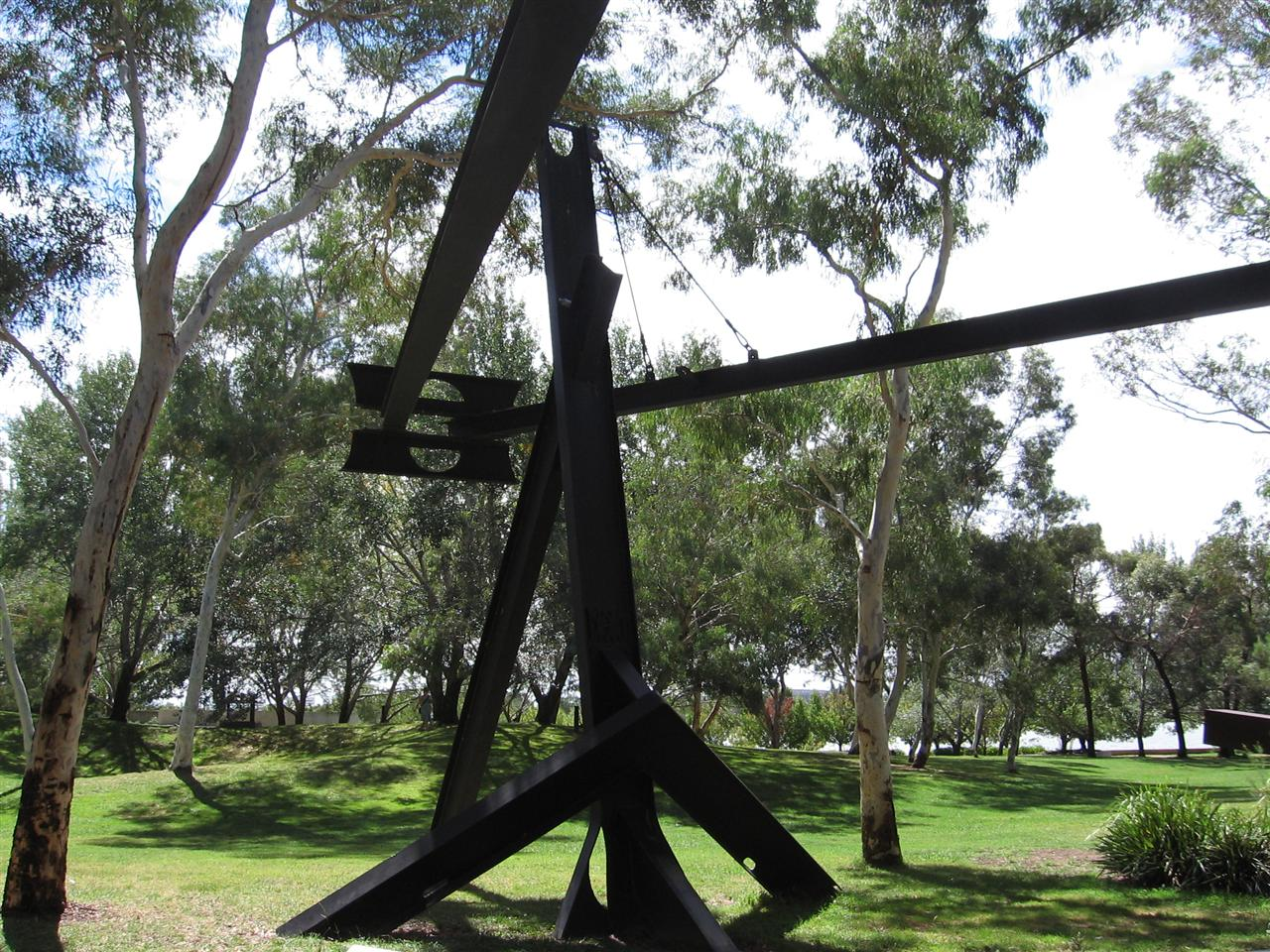
m

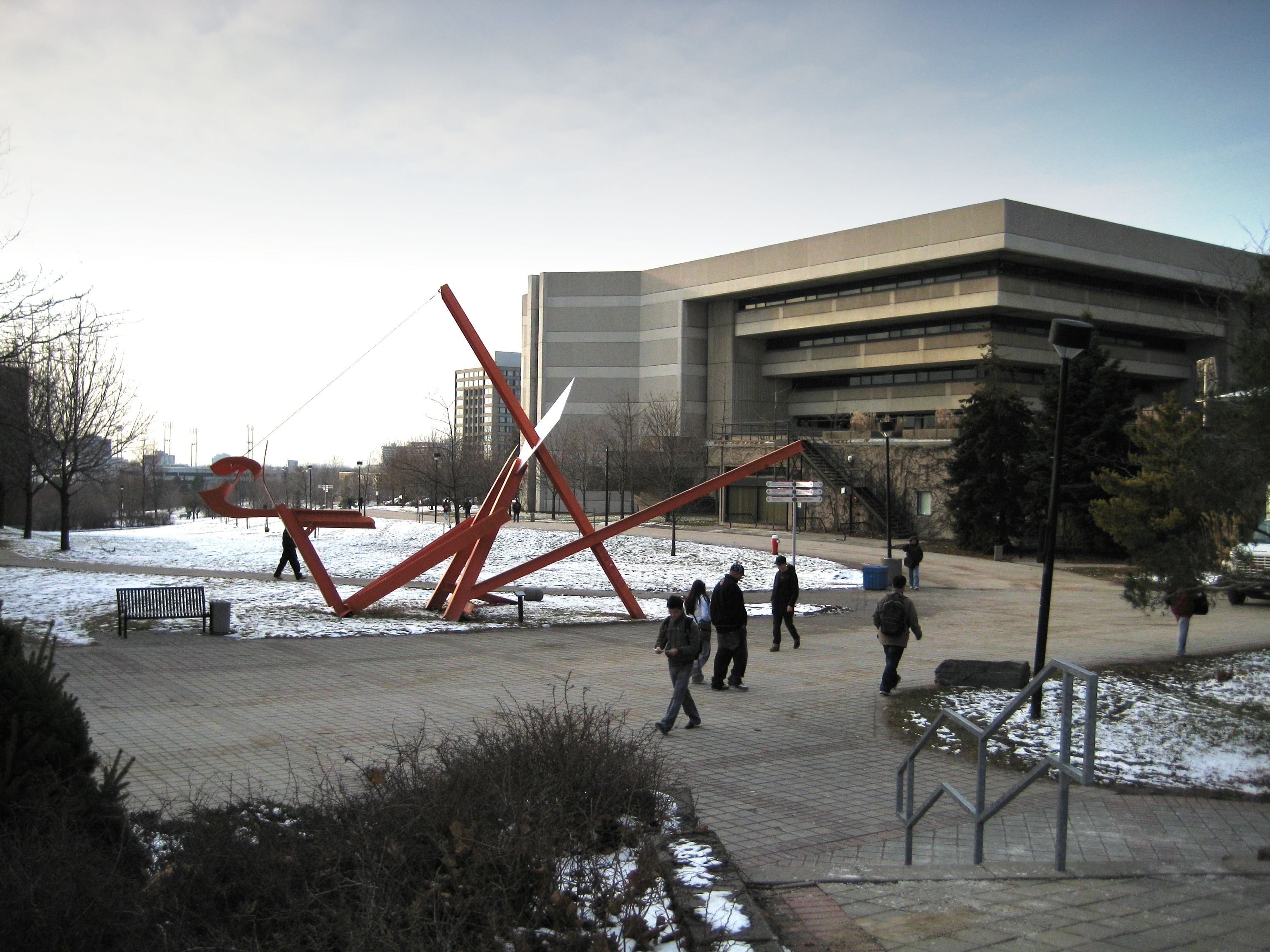
Scott Library York University
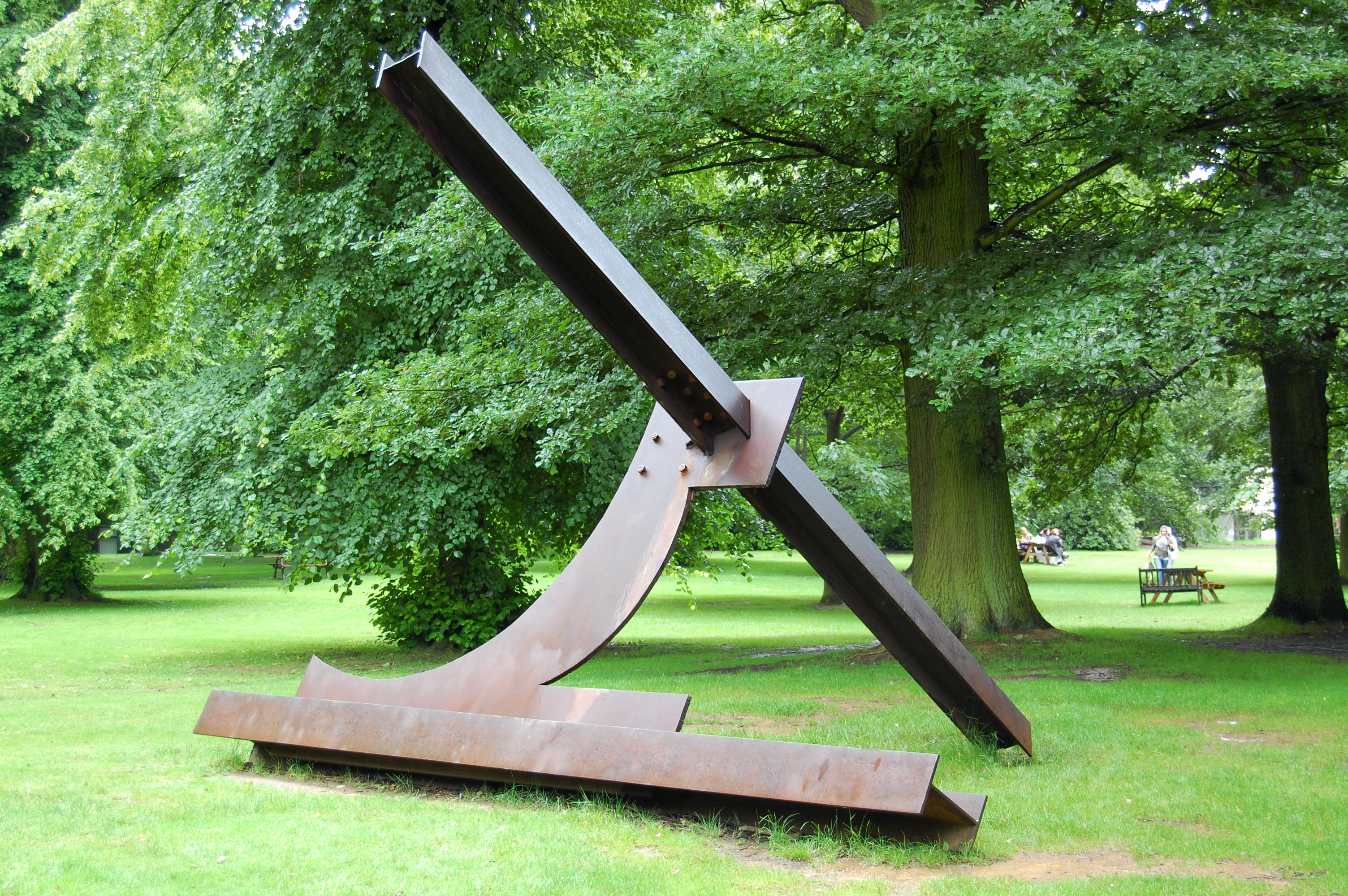
Yorkshire Sculpture Park
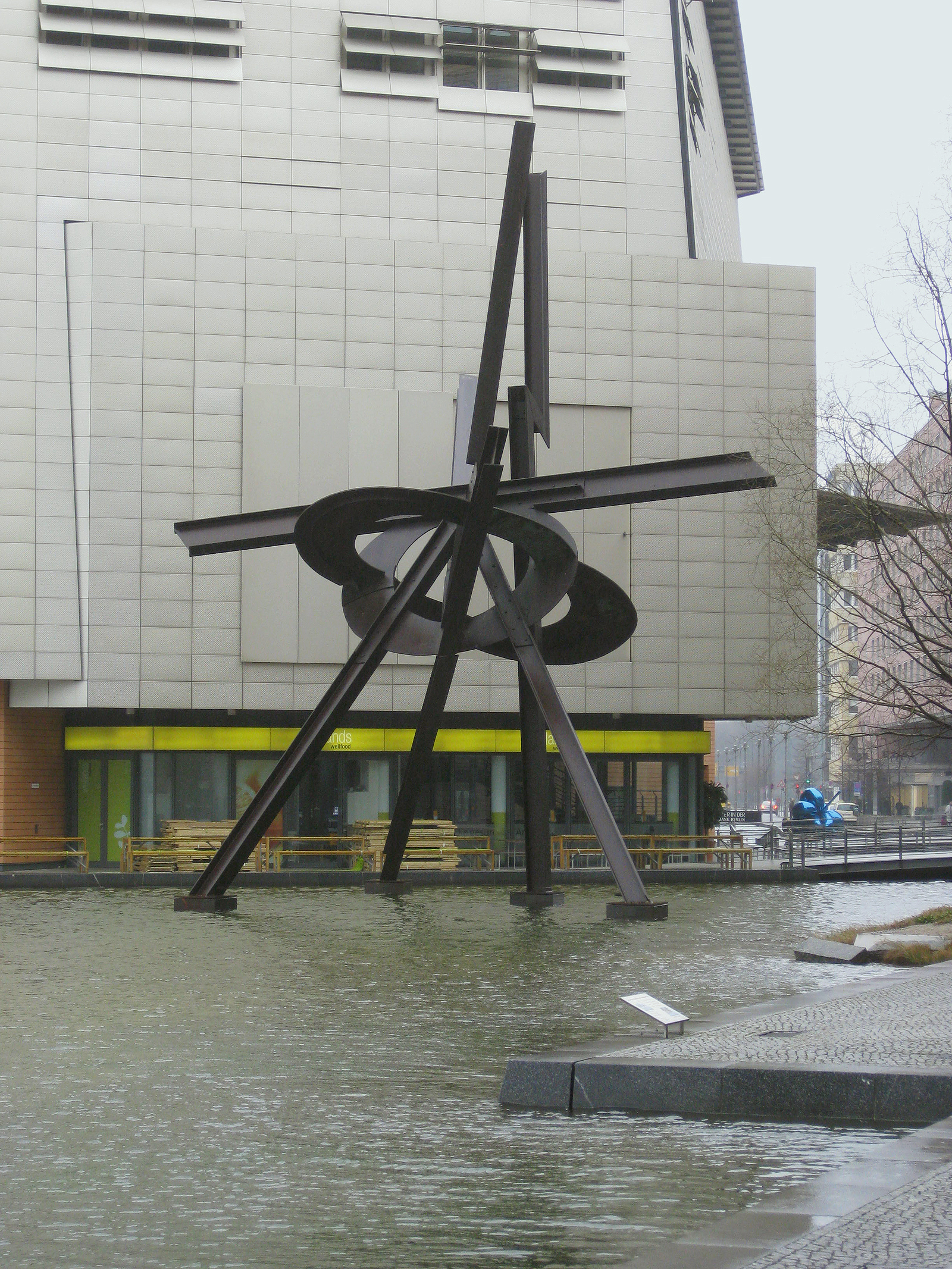
Berlín
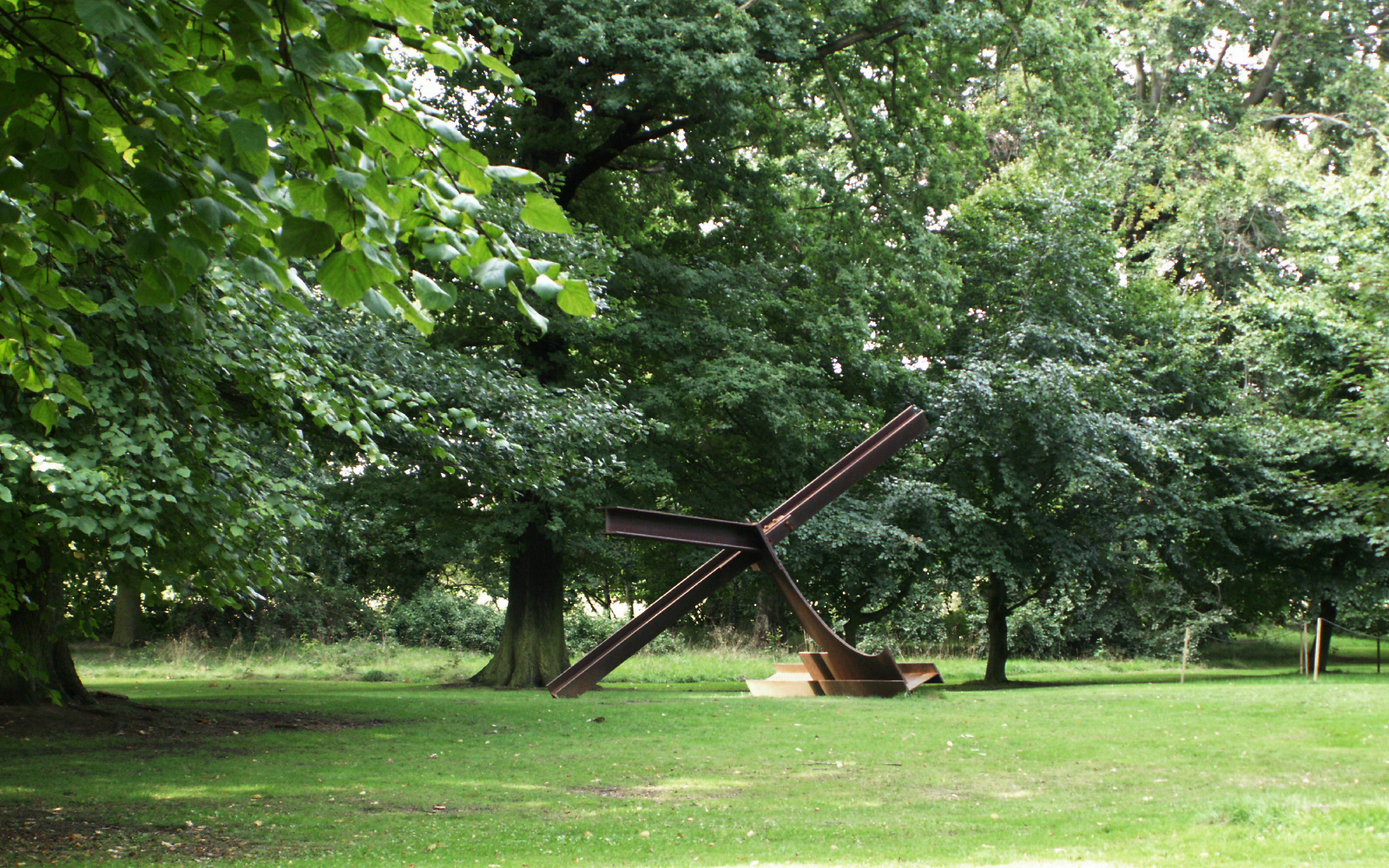
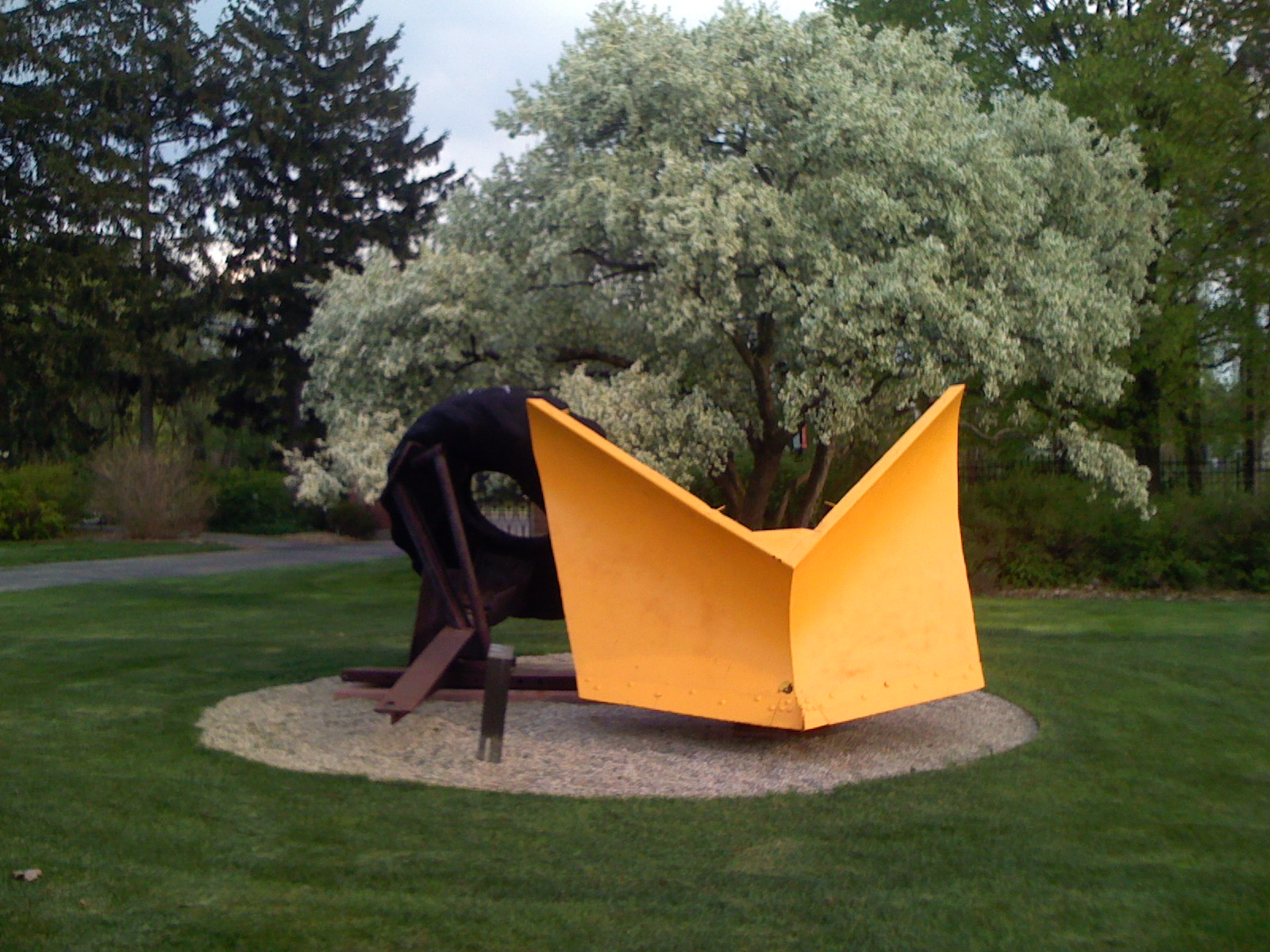